# ريتشارد جي. كوفي
ريتشارد جي. كوفي هو سياسي أمريكي، ولد في 14 فبراير 1925، وتوفي في 19 فبراير 2017. نشط حزبياً في الحزب الديمقراطي. وقد انتخب عضو مجلس ولاية نيوجيرسي ‏.